# VerbundVolksbank OWL
Die Verbundvolksbank OWL eG (Eigenschreibweise VerbundVolksbank OWL) ist eine Genossenschaftsbank mit Sitz in Paderborn in Nordrhein-Westfalen. Mit einer Bilanzsumme von mehr als 10,6 Mrd. Euro per Ende 2024 ist sie eine der zehn größten Volksbanken in Deutschland.

## Geschichte
Die heutige Verbundvolksbank in Ostwestfalen-Lippe entstand im Jahr 2017 durch Fusion der Volksbank Paderborn-Höxter-Detmold eG mit der Volksbank Minden eG. Die Volksbank Paderborn-Höxter-Detmold eG entstand ihrerseits im Jahr 2007 durch Fusion der Volksbank Paderborn-Höxter eG mit der Volksbank Detmold eG. Die Volksbank Paderborn-Höxter eG entstand wiederum 2003 aus der Fusion der Volksbank Paderborn eG mit der Volksbank Höxter-Beverungen eG. Im darauffolgenden Jahr 2004 übernahm die Volksbank Paderborn-Höxter eG die Volksbank eG Derental und dehnte damit ihr Geschäftsgebiet auf den südlichen Zipfel des niedersächsischen Landkreises Holzminden aus.
Im Jahr 2022 wurde die Volksbank Brilon-Büren-Salzkotten eG mit der VerbundVolksbank OWL verschmolzen. Und bildet hier jetzt die Zweigniederlassungen Volksbank Büren-Salzkotten sowie die Volksbank Brilon.
Weitere, bereits länger zurückliegende Fusionen sind aus dem nachfolgenden Stammbaum ersichtlich.

### Stammbaum
Die nachstehende Liste umfasst die Fusionen/Verschmelzungen der jüngeren Vergangenheit
- Volksbank Brilon-Büren-Salzkotten eG (bis 2022)
  - Volksbank Brilon eG (bis 2012)
    - Briloner Volksbank e.G.m.b.H. zu Brilon (bis 1972)
    - Spar- und Darlehnskassen Brilon (bis 1972)
    - Spar- und Darlehnskasse Bruchhausen (bis 1972)
    - Volksbank Niedersfeld (bis 1986)

  - Volksbank Büren und Salzkotten eG (bis 2012)
    - Volksbank Salzkotten eG (bis 2001)
      - Volksbank Thüle (bis 1990)
      - Volksbank Verlar (bis 1998)

    - Volksbank Büren eG (bis 2001)
      - Spar- und Darlehnskasse Steinhausen (bis 1976)
        - Spar- und Darlehnskasse Oestereiden (bis 1972)
        - Spar- und Darlehnskasse Leiberg (bis 1972)
        - Spar- und Darlehnskasse Weiberg (bis 1972)

      - Spar- und Darlehnskasse Brenken (1977)
      - Volksbank Bad Wünnenberg (1987)
        - Spar- und Darlehenskasse Fürstenberg (bis 1979)

    - Volksbank Haaren eG (bis 2001)

  - Volksbank Thülen eG (bis 2017)
- Volksbank Paderborn-Höxter-Detmold eG (bis 2017)
  - Volksbank Paderborn-Höxter eG (bis 2007)
    - Volksbank Paderborn eG (bis 2003)
      - Spar- und Darlehnskasse eGmbH, Peckelsheim (bis 1973)
      - Spar- und Darlehnskasse Paderborn-Schloß Neuhaus eGmbH (bis 1973)
      - Spar- und Darlehnskasse eG, Dringenberg (bis 1974)
      - Volksbank Schwaney eG (bis 1990)
        - Spar- und Darlehnskasse eGmbH, Neuenheerse (bis 1972)

      - Volksbank Altenbeken eG (bis 1993)
      - Volksbank Lichtenau eG (bis 2002)
        - Volksbank Atteln eG Spar- und Darlehnskasse (bis 1977)

    - Volksbank Höxter-Beverungen eG (bis 2003)
      - Spar- und Darlehnskasse eG Höxter (bis 1988)
        - Spar- und Darlehnskasse Lüchtringen eG (bis 1977)
        - Volksbank Fürstenau eG (bis 1986)

      - Volksbank Beverungen eG (bis 1988)
        - Spar- und Darlehnskasse Haarbrück eGmbH (bis 1972)
        - Spar- und Darlehnskasse Amelunxen eG (bis 1977)

      - Volksbank eG Ottbergen-Bruchhausen (bis 1990)

    - Volksbank eG, Derental (bis 2004)

  - Volksbank Detmold eG (bis 2007)
    - Volksbank Horn-Bad Meinberg eG (bis 1989)
    - Volksbank Lage (Lippe) eG (bis 1989)
      - Lippische Spar- und Darlehnskasse eGmbH, Lage (bis 1972)
      - Volksbank Oerlinghausen eG (bis 1975)

    - Volksbank Lemgo eG (bis 1999)
- Volksbank Minden eG (bis 2017)
  - Volksbank Hahlen eG (bis 1989)
  - Volksbank Eisbergen eG (bis 2010)

## Geschäftsgebiet
Das Geschäftsgebiet der Verbundvolksbank OWL mit ihren Zweigniederlassungen Volksbank Paderborn, Volksbank Höxter, Volksbank Detmold, Volksbank Minden, Volksbank Brilon und Volksbank Büren-Salzkotten umfasst die nordrhein-westfälischen Kreise Paderborn, Höxter, Lippe und Minden-Lübbecke sowie die Samtgemeinde Boffzen im niedersächsischen Landkreis Holzminden und den Altkreis Brilon. In der kreisfreien Stadt Bielefeld sowie der Stadt Werther (Westf.) im Kreis Gütersloh ist die Verbundvolksbank OWL mit ihrer Zweigniederlassung Bankverein Werther (siehe unten) vertreten.
In den Kreisen Paderborn, Höxter und Minden-Lübbecke überschneidet sich das Geschäftsgebiet mit den Geschäftsgebieten anderer Volksbanken: Im Kreis Paderborn mit der Volksbank Delbrück-Hövelhof eG, der Volksbank Elsen-Wewer-Borchen eG und der lippischen Volksbank Schlangen eG, im Kreis Höxter mit dem der Vereinigten Volksbank eG in Brakel sowie im Kreis Minden-Lübbecke mit dem der Volksbank Herford-Mindener Land eG. So unterhalten in diesen drei Kreisen in mehreren Städten sowohl die Verbundvolksbank als auch eine andere Volksbank jeweils eine Filiale innerhalb eines Ortes, teilweise sogar in direkter Nachbarschaft.
Insgesamt verfügt die Verbundvolksbank OWL in ihrem Geschäftsgebiet über ein Netz von 80 Standorten, davon 51 personenbesetzte Filialen und 29 SB-Standorte.
In der kreisfreien Stadt Bielefeld sowie der Stadt Werther (Westf.) im Kreis Gütersloh ist der Bankverein Werther mit drei Standorten (zwei personenbesetzte Filialen und ein SB-Standort) vertreten.

## Gesellschaftliches Engagement
Die Verbundvolksbank verfügt über die Verbundvolksbank OWL Stiftung.

## Bankverein Werther
Der Bankverein Werther ist eine Marke und Zweigniederlassung der Verbundvolksbank OWL mit Standorten in Werther (Westf.) und Bielefeld und wurde mit Wirkung zum 1. Dezember 2011 errichtet.

### Geschichte

Logo der ehemaligen Bankverein Werther AG (bis 2011)

Die Geschichte des ursprünglichen Bankvereins in Werther begann im Jahr 1877 als Vorschussverein zu Werther in der Rechtsform der Genossenschaft. Im Jahr 1891 wurde die Genossenschaft in eine Aktiengesellschaft umgewandelt und die Firma in Bankverein Werther Aktiengesellschaft geändert. In dieser Form bestand die Bankverein Werther AG bis in das Jahr 2011.
Im September 2011 vermeldete die damalige Bankverein Werther AG den Verkauf des Stammhausgeschäfts (Privat- und Geschäftskunden in Werther und Bielefeld) einschließlich der Marke Bankverein Werther sowie der Bankimmobilie in Werther an die damalige Volksbank Paderborn-Höxter-Detmold eG zum 1. Dezember 2011. Die ehemalige Bankverein Werther AG firmiert heute unter net-m privatbank 1891 AG.
Die Volksbank Paderborn-Höxter-Detmold eG führt seitdem das Stammhausgeschäft in Werther und Bielefeld unter der Marke Bankverein Werther als Zweigniederlassung weiter. Die Bankverein Werther Immobilien GmbH, ein Tochterunternehmen der damaligen Bankverein Werther AG für den Immobilienhandel, wurde ebenfalls an die damalige Volksbank Paderborn-Höxter-Detmold eG verkauft und von dieser unter zunächst unveränderter Firmierung weitergeführt.
Mitte 2012 wurden ein neues Logo eingeführt und die Geschäftsräume in Werther grundlegend umgebaut und modernisiert. Im Oktober 2012 erfolgte die Verlegung der Filiale Bielefeld von der Jöllenbecker Straße in repräsentativere Räumlichkeiten am Alten Markt 12.
Wegen der Integration des Bankvereins Werther lag die Volksbank im Streit mit der Bielefelder Volksbank eG und der Volksbank Halle/Westf. eG, die alle zusammen im Rheinisch-Westfälischen Genossenschaftsverband organisiert sind. Letztere verstehen die Integration des Bankvereins in die Volksbank als Verstoß gegen ein regional verankertes Konkurrenzverbot der im Verband organisierten Genossenschaftsbanken.
Im November 2013 wurde der Sitz der Tochtergesellschaft Bankverein Werther Immobilien GmbH von Werther nach Paderborn verlegt und die Firmierung in OWL Immobilien Objektgesellschaft mbH geändert. Seit Anfang Mai 2014 wird das Immobiliengeschäft des Bankvereins von der BV Werther Immobilien GmbH mit Sitz in Bielefeld, Alter Markt 10 betrieben.